# Horror High
『Horror High』（Horror High）は、1973年のアメリカ合衆国のホラー映画。日本未公開。

## あらすじ
科学オタクでいじめられっこのバーノンが、自らが造った「生物を狂暴なクリーチャーに変貌させる薬」を適用してモンスターとなり、高校で自分を虐めていた人々に復讐し殺戮を始める。

## キャスト
- バーノン・ポッツ - パット・カルディ
- ボーズマン - オースティン・ストーカー
- ロビン・ジョーンズ - ロージー・ホロティック
- マッコール - ジョン・ニランド
- アシスタントコーチ - アブナー・ヘインズ
- 警官 - カルビン・ヒル